# Mega Campeonato AAA
Il Mega Campeonato AAA è un titolo mondiale di wrestling di proprietà della Lucha Libre AAA Worldwide.
Il titolo è attivo dal 2007 ed è uno dei più importanti dell'intero panorama della lucha libre messicana.

## Storia
Il titolo fu introdotto nel settembre del 2007 dopo lo svolgimento di un torneo denominato Torneo Campeón de Campeones, che fu vinto da El Mesías.

## Albo d'oro
Statistiche aggiornate al 15 giugno 2025.
| #  | Campione            | Regno | Data              | Giorni | Località          | Evento                               | Note |
| -- | ------------------- | ----- | ----------------- | ------ | ----------------- | ------------------------------------ | --- |
| 1  | El Mesías           | 1     | 16 settembre 2007 | 182    | Guadalajara       | Verano de Escándalo                  | El Mesías sconfisse Chessman nella finale di un torneo                                                                       |
| 2  | Cibernético         | 1     | 16 marzo 2008     | 222    | Monterrey         | Rey de Reyes                         | |
| –  | Vacante             | —     | 24 ottobre 2008   | —      | Veracruz          | Homenaje a Antonio Peña              | Il titolo fu reso vacante dopo l'abbandono di Cibernético                                                                    |
| 3  | El Mesías           | 2     | 6 dicembre 2008   | 189    | Orizaba           | Guerra de Titanes                    | El Mesías sconfisse El Zorro in un Ladder match                                                                              |
| 4  | Rey Wagner          | 1     | 13 giugno 2009    | 181    | Città del Messico | Triplemanía XVII                     | |
| 5  | El Mesías           | 3     | 11 dicembre 2009  | 91     | Ciudad Madero     | Guerra de Titanes                    | |
| 6  | Electroshock        | 1     | 12 marzo 2010     | 86     | Querétaro         | Rey de Reyes                         | |
| 7  | Rey Wagner          | 2     | 6 giugno 2010     | 182    | Città del Messico | Triplemania XVIII                    | |
| 8  | El Zorro            | 1     | 5 dicembre 2010   | 195    | Zapopan           | Guerra de Titanes                    | |
| 9  | Jeff Jarrett        | 1     | 18 giugno 2011    | 274    | Città del Messico | Triplemanía XIX                      | |
| 10 | El Mesías           | 4     | 18 marzo 2012     | 259    | Zapopan           | Rey de Reyes                         | |
| 11 | El Texano Jr.       | 1     | 2 dicembre 2012   | 735    | Zapopan           | Guerra de Titanes                    | |
| 12 | Alberto El Patrón   | 1     | 7 dicembre 2014   | 337    | Zapopan           | Guerra de Titanes                    | |
| –  | Vacante             | —     | 9 novembre 2015   | —      | —                 | —                                    | Il titolo fu reso vacante dopo l'abbandono di Alberto El Patrón                                                              |
| 13 | El Texano Jr.       | 2     | 23 marzo 2016     | 361    | San Luis Potosí   | Rey de Reyes                         | El Texano Jr. sconfisse El Mesías nella finale di un torneo                                                                  |
| 14 | Johnny Mundo        | 1     | 19 marzo 2017     | 313    | Monterrey         | Rey de Reyes                         | |
| 15 | Rey Wagner          | 3     | 26 gennaio 2018   | 128    | Città del Messico | Guerra de Titanes                    | |
| 16 | Jeff Jarrett        | 2     | 3 giugno 2018     | 83     | Monterrey         | Verano de Escándalo                  | |
| 17 | Rey Fénix           | 1     | 25 agosto 2018    | 420    | Città del Messico | Triplemanía XXVI                     | |
| 18 | Kenny Omega         | 1     | 19 ottobre 2019   | 765    | Orizaba           | Héroes Inmortales XIII               | |
| –  | Vacante             | —     | 22 novembre 2021  | —      | —                 | —                                    | Reso vacante a causa di infortuni subiti da Omega, che gli avrebbero impedito di difendere il titolo a Triplemanía Regia II. |
| 19 | El Hijo del Vikingo | 1     | 4 dicembre 2021   | 833    | Monterrey         | Triplemanía Regia II                 | El Hijo del Vikingo sconfisse Bandido, Bobby Fish, Jay Lethal e Samuray Del Sol per il titolo vacante.                       |
| –  | Vacante             | —     | 16 marzo 2024     | —      | —                 | —                                    | Reso vacante a causa di un infortunio subito da El Hijo del Vikingo.                                                         |
| 20 | Nic Nemeth          | 1     | 27 aprile 2024    | 112    | Monterrey         | Triplemania XXXII: Monterrey         | Nemeth sconfisse Alberto El Patron per il titolo vacante.                                                                    |
| 21 | Alberto El Patrón   | 2     | 17 agosto 2024    | 287    | Monterrey         | Triplemania XXXII: Città del Messico | |
| 22 | El Hijo del Vikingo | 2     | 31 maggio 2025    | 12+    | Città del Messico | Alianzas                             | |